# Sergio Blanco (dramaturge)
 (juillet 2019).
 (juillet 2019).
Pour les articles homonymes, voir Sergio Blanco (homonymie) et Blanco.
Sergio Blanco (né à Montevideo le 30 décembre 1971) est un dramaturge et metteur en scène franco-uruguayen. Ses principales pièces (Tebas Land, La Colère de Narcisse) ont été représentées et primées dans différents pays européens et sud-américains. Son œuvre se caractérise par l'exploration d'un genre théâtral à part entière, l'autofiction, terme inventé par l'écrivain français Serge Doubrovsky qui le développa dans le domaine du roman.
Il est le frère de l'actrice uruguayenne Roxana Blanco, avec qui il a collaboré sur quelques-unes de ses œuvres.

## Théâtre
- La vigilia de los aceros o la Discordia de los Labdácidas, 1998
- Die Brücke, 1999
- Slaughter, 2000
- 45', 2001
- Kiev, 2003
- Opus sextum, 2004
- Diptiko (vol. 1 et 2), 2005
- Kassandra, 2008
- Barbarie, 2009
- Le Saut de Darwin, 2011
- Tebas Land, 2012
- Ostia, 2013
- La Colère de Narcisse, 2014
- Le Brame de Düsseldorf, 2016
- Quand tu passeras sur ma tombe, 2016
- Trafico, 2018
- Zoo, 2018

## Autres textes

### Conférences auto-fictionnelles
- Cartographie d'une disparition, 2017
- Les Fleurs du Mal, ou la célébration de la violence, 2017
- Memento Mori, 2019

### Essais et textes théoriques
- Auto-fiction : une ingénierie du "moi", 2018